# Киндюк
Киндюк — река в России, протекает по территории Санчурского района Кировской области. Устье реки находится в 133 км по правому берегу реки Большой Кундыш. Длина реки составляет 16 км, площадь водосборного бассейна 44,5 км².
Исток реки западнее деревни Скулкино на границе с Нижегородской областью в 34 км к северо-западу от Санчурска. Река течёт на восток, протекает деревни Скулкино, Чесноки, Овечкино. Впадает в Большой Кундыш ниже посёлка Корляки.

## Данные водного реестра
По данным государственного водного реестра России относится к Верхневолжскому бассейновому округу, водохозяйственный участок реки — Волга от Чебоксарского гидроузла до города Казань, без рек Свияга и Цивиль, речной подбассейн реки — Волга от впадения Оки до Куйбышевского водохранилища (без бассейна Суры). Речной бассейн реки — (Верхняя) Волга до Куйбышевского водохранилища (без бассейна Оки).
Код объекта в государственном водном реестре — 08010400712112100000879.